# Alexandre Borissov (acteur)
Pour les articles homonymes, voir Borissov.
Alexandre Fiodorovitch Borissov (en russe : Александр Фёдорович Борисов), né le 1er mai 1905 à Saint-Pétersbourg dans l'Empire russe et mort le 12 mai 1982 à Léningrad (Union soviétique), est un acteur soviétique et russe.

## Biographie
Fils d'une blanchisseuse et d'un ouvrier de cuisine Alexandre Borissov naît à Saint-Pétersbourg; dans une famille pauvre. En 1927, il obtient son diplôme d'école d'art dramatique au sein d'actuel théâtre Alexandra. En 1930, il joue son premier rôle majeur au théâtre Alexandra - l'ingénieur Boris Volgin (d'après la pièce Excentrique de Alexandre Afinoguenov), créant l'image d'une personne joyeuse et déterminée. Sa carrière dans ce théâtre durera jusqu'à 1980.
En 1937, il tient son premier rôle au cinéma dans le film de Czesław Sabinski Dniepr en feu. Il touche également à la réalisation en 1960, en portant à l'écran la nouvelle La Douce de Fiodor Dostoïevski.
Inhumé à la Passerelle des écrivains du cimetière Volkovo.

## Filmographie partielle

### Acteur
- 1949 : Ivan Pavlov (Академик Иван Павлов) de Grigori Rochal : Ivan Pavlov
- 1950 : Moussorgski (Мусоргский) de Grigori Rochal : Modeste Moussorgski
- 1951 : Belinski (Белинский) de Grigori Kozintsev : Alexandre Herzen
- 1953 : Rimski-Korsakov (Римский-Корсаков) de Gennadi Kazansky et Grigori Rochal : Savva Mamontov
- 1954 : Trois Hommes sur un radeau (Верные друзья) de Mikhaïl Kalatozov : Alexandre Lapine
- 1965 : Guerre et Paix (Война и мир) de Sergueï Bondartchouk : Grand-père Rostov
- 1966 : Dans la ville de S (В городе С.) de Iossif Kheifitz
- 1967 : Le Carrosse vert (Зелёная карета) de Ian Frid

### Réalisateur
- 1960 : La Douce (ru) (Кроткая)

## Récompenses
- 1939 : Ordre de l'Insigne d'honneur
- 1947 : prix Staline, pour le rôle de Rekalo dans la pièce Pour ceux en mer de Boris Lavrenev
- 1950 : prix Staline, pour le rôle dans le film Ivan Pavlov
- 1951 : prix Staline, pour le rôle dans le film Alexandre Popov
- 1951 : Artiste du peuple de l'URSS
- 1965 : Ordre du Drapeau rouge du Travail
- 1975 : Ordre de Lénine
- 1981 : Ordre de Lénine
- 1981 : Héros du travail socialiste